# Timbuka boquete
Espèce
Timbuka boquete est une espèce d'araignées aranéomorphes de la famille des Anyphaenidae.

## Distribution
Cette espèce se rencontre au Costa Rica au Panama et en Colombie.

## Description
Le mâle holotype mesure 3,90 mm et la femelle paratype 5,00 mm, les mâles mesurent de 3,70 à 4,50 mm et les femelles de 4,10 à 5,10 mm.

## Étymologie
Son nom d'espèce lui a été donné en référence au lieu de sa découverte, Boquete.

## Publication originale
- Brescovit, 1997 : Revisão de Anyphaeninae Bertkau a nivel de gêneros na região Neotropical (Araneae, Anyphaenidae). Revista Brasileira de Zoologia, vol. 13, suppl. 1, p. 1-187 (texte intégral).